# Vangueria volkensii
Vangueria volkensii är en måreväxtart som beskrevs av Karl Moritz Schumann. Vangueria volkensii ingår i släktet Vangueria och familjen måreväxter.

## Underarter
Arten delas in i följande underarter:
- V. v. fyffei
- V. v. kyimbilensis
- V. v. volkensii